# Proconica flaviguttalis
Proconica flaviguttalis är en fjärilsart som beskrevs av George Francis Hampson 1898. Proconica flaviguttalis ingår i släktet Proconica och familjen Crambidae. Inga underarter finns listade i Catalogue of Life.